# Victoria Marinova
Victoria Marinova (în bulgară Виктория Маринова; n. 7 septembrie 1988, Bulgaria – d. 6 octombrie 2018, Ruse, Bulgaria) a fost o jurnalistă de investigație bulgară.

## Biografie
Marinova a fost directorul administrativ al postului de televiziune TVN din Ruse. La 30 septembrie 2018 a lansat o nouă emisiune de tip talk show, intitulată Detector. Conducea, printre altele, o investigație referitoare la unele firme de consulting din Bulgaria, care ar fi obținut ilegal foloase financiare de pe urma unor proiecte europene în valoare de milioane de leva.

## Asasinare
Marinova a fost violată și strangulată în octombrie 2018. Este victima celui de-al treilea caz din 2018 de asasinare a jurnaliștilor în Uniunea Europeană.